# 捨て仮名
捨て仮名あるいは捨仮名（すてがな）は、日本語の表記において、「あ」に対する「ぁ」のように小字で表される仮名を指す、元来は印刷用語（専門用語、業界用語）である。小書き文字（こがきもじ）などともいう。拗音と促音を表現する場合と、送りがな・添え仮名であることを明示する場合に用いられる。
「捨て仮名」の語は、「小書きの仮名」が「ボディーサイズを小さく取った仮名書体」という別のものを指すことから使用されている。
一般に、その前の文字の右下に連なるように書くため、縦書きでは右に寄り、さらに升目がある場合には上に寄せる。また横書きでは下に寄せ、升目がある場合には左に寄せる。専用の活字（コンピューターでは文字コード）が用いられるのは、「ぁ ぃ ぅ ぇ ぉ っ ゃ ゅ ょ ゎ ゕ ゖ ァ ィ ゥ ェ ォ ヵ ㇰ ヶ ㇱ ㇲ ッ ㇳ ㇴ ㇵ ㇶ ㇷ ㇷ゚ ㇸ ㇹ ㇺ ャ ュ ョ ㇻ ㇼ ㇽ ㇾ ㇿ ヮ」（片仮名を含む）である。また、JIS漢字コードには含まれないが、「𛄲(こ)𛅐(ゐ)𛅑(ゑ)𛅒(を)𛅕(コ)𛅤(ヰ)𛅥(ヱ)𛅦(ヲ)𛅧(ン)」なども使われる。
なお、印刷において、ルビには捨て仮名を使わないのが本来であるが、ワードプロセッサーやコンピューター組版では捨て仮名を使うことが多くなっている。

## 日本語での用法

### 単独でモーラを構成しない
直前の（普通の）仮名と2文字で、拗音またはそれに類する1モーラを表す。
2文字目の捨て仮名に使われるのはあ行、や行、わ行のいずれかで、1文字目の子音の発音と2文字目の発音を組み合わせたものに近い発音になる。
- い段音+「ゃ、ゅ、ょ、ャ、ュ、ョ」で開拗音を表す。例：きゃ、ジュ。
- 「く、ぐ」+「ゎ、𛅐、𛅑」で合拗音を表す（古文）。例：くゎ、ぐゎ、く𛅐、ぐ𛅐、く𛅑、ぐ𛅑。
- さまざまな片仮名+「ァ、ィ、ゥ、ェ、ォ、ャ、ュ、ョ（、ヮ）」で借用語に入った外国語音を表す。平仮名ではほとんど使われない。ただし、これらの一部を2モーラに読む人もいる。ローマ字は参考程度で、ここでは直音、開拗音、合拗音を、ローマ字表記に“y, w”を用いるかどうかで区別する。
  - 直音（y, wを用いない）：スィ（si）、シェ（she）、ティ（ti）、トゥ（tu）、チェ（che）、ツァ（tsa）、ツィ（tsi）、ツェ（tse）、ツォ（tso）、ホゥ（hu）、ファ（fa）、フィ（fi）、フェ（fe）、フォ（fo）、ズィ（zi）、ジェ（je）、ディ（di）、ドゥ（du）、ヴァ（va）、ヴィ（vi）、ヴェ（ve）、ヴォ（vo）
  - 開拗音（yを用いる）：イェ（ye）、キェ（kye）、スャ（sya）、スュ（syu）、スョ（syo）、テャ（tya）、テュ（tyu）、テョ（tyo）、ツャ（tsya）、ツュ（tsyu）、ツョ（tsyo）、ニェ（nye）、ヒェ（hye）、フャ（fya）、フュ（fyu）、フョ（fyo）、ピェ（pye）、ミェ（mye）、リェ（rye）、ギェ（gye）、ズャ（zya）、ズュ（zyu）、ズョ（zyo）、デャ（dya）、デュ（dyu）、デョ（dyo）、ヴャ（vya）、ヴュ（vyu）、ヴョ（vyo）、ビェ（bye）
  - 合拗音（wを用いる）：ウィ（wi）、ウェ（we）、ウォ（wo）、クァ（kwa）、クィ（kwi）、クェ（kwe）、クォ（kwo）、スァ（swa）、スェ（swe）、スォ（swo）、ヌァ（nwa）、ヌィ（nwi）、ヌェ（nwe）、ヌォ（nwo）、プァ（pwa）、プィ（pwi）、プェ（pwe）、プォ（pwo）、ムァ（mwa）、ムィ（mwi）、ムェ（mwe）、ムォ（mwo）、ルァ（rwa）、ルィ（rwi）、ルェ（rwe）、ルォ（rwo）、グァ（gwa）、グィ（gwi）、グェ（gwe）、グォ（gwo）、ズァ（zwa）、ズェ（zwe）、ズォ（zwo）、ブァ（bwa）、ブィ（bwi）、ブェ（bwe）、ブォ（bwo）
    - クァ、スァ、ヌァ、プァ、ムァ、ルァ、グァ、ズァ、ブァはクヮ、スヮ、ヌヮ、プヮ、ムヮ、ルヮ、グヮ、ズヮ、ブヮと書くこともある。
- 捨て仮名一つで発音を表記しきれない場合に、2つ以上を使うこともある。実際にあまり使われず、一般に認知されているとは言いがたい。
  - スィェ（sye）、ティェ（tye）、ツィェ（tsye）、フィェ（fye）、ズィェ（zye）、ディェ（dye）、ヴィェ（vye）、シュァ（shwa）、シュィ（shwi）、シュェ（shwe）、シュォ（shwo）、トゥァ（twa）、トゥィ（twi）、トゥェ（twe）、トゥォ（two）、チュァ（chwa）、チュィ（chwi）、チュェ（chwe）、チュォ（chwo）、ホゥァ（hwa）、ホゥィ（hwi）、ホゥェ（hwe）、ホゥォ（hwo）、ジュァ（jwa）、ジュィ（jwi）、ジュェ（jwe）、ジュォ（jwo）、ドゥァ（dwa）、ドゥィ（dwi）、ドゥェ（dwe）、ドゥォ（dwo）
    - シュァ、トゥァ、チュァ、ホゥァ、ジュァ、ドゥァはシヮ、トヮ、チヮ、ホヮ、ジヮ、ドヮと書くこともある。稀にトゥァ、トゥィ、トゥェ、ドゥァ、ドゥィ、ドゥェをトァ、トィ、トェ、ドァ、ドィ、ドェと書くこともある。

  - swi、tswa、tswi、tswe、tswo、fwa、fwi、fwe、fwo、zwi、vwa、vwi、vwe、vwoの音を片仮名で表記しようとすると、それぞれスィ、ツァ、ツィ、ツェ、ツォ、ファ、フィ、フェ、フォ、ズァ、ヴァ、ヴィ、ヴェ、ヴォという違う音（wを抜いた音）となってしまうため、捨て仮名を用いても表記できない。ただし、tswa、fwa、vwaの音は「ヮ」を用いれば、ツヮ、フヮ、ヴヮと表記できる。
- その他、小書きのヰやヱ（𛅐、𛅑）も存在する。

### 単独でモーラを構成する
- 「っ ッ」は促音を表す。助数詞としての「ツ」を表わす場合もある。例：四ッ谷、八ッ橋。
- 「ぁ ぃ ぅ ぇ ぉ ァ ィ ゥ ェ ォ」は固有名詞などで、長音の第2字として用いられることがある。例：チャイコフスキィ、ラッキィ池田、ファジィ論理、レガシィ。ただし、これらが外語の発音を表現するために長音と区別されたものでなかったかどうかは不明であり、必ずしも長音と同一視できるかどうかは不明である。
- 「ヶ」を片仮名「ケ」の捨て仮名として使うことはまれである。今日多く見られる「ヶ」は、漢字「箇」を省略し竹冠の片側だけを書いたもの、あるいは「箇」の異字体「个」に由来する「ケ」（片仮名「ケ」の同形異字）を添えがなに準じて小さく書いたものであるとされる（「ヶ」参照）。現在は、本来の漢字としての用法に限らず、助数詞や助詞に由来する「か」「が」「こ」を表す。例：一ヶ月、茅ヶ崎、2ヶ組。
- 「ヵ」は、ヶの別表記であり、「か」と読む場合に使われる。例：三ヵ月。
- JIS X 0213およびUnicodeでは「ヶ」「ヵ」に対応する平仮名として「ゖ」「ゕ」が存在するが、表示互換上用意されたものであり一般には使用されない。

## 日本語以外での用法
- アイヌ語仮名で、「ㇰ ㇱ ㇲ ㇳ ㇴ ㇵ ㇶ ㇷ ㇸ ㇹ ㇷ゚ ㇺ ㇻ ㇼ ㇽ ㇾ ㇿ」は、後に母音が続かない子音を表す。
- 朝鮮語（韓国語）の片仮名で、「ㇰ ッ ㇷ゚ ㇺ ㇽ」で終音を表すことがある。例：アンニョンハシㇺニカ?（안녕하십니까?、「こんにちは」のような人と会った時の挨拶）。
- 台湾語仮名では「ァ ィ ゥ ェ ォ ㇰ ッ ㇷ゚」と「ヲ」の捨て仮名（𛅦）が使用されていた。

## 歴史

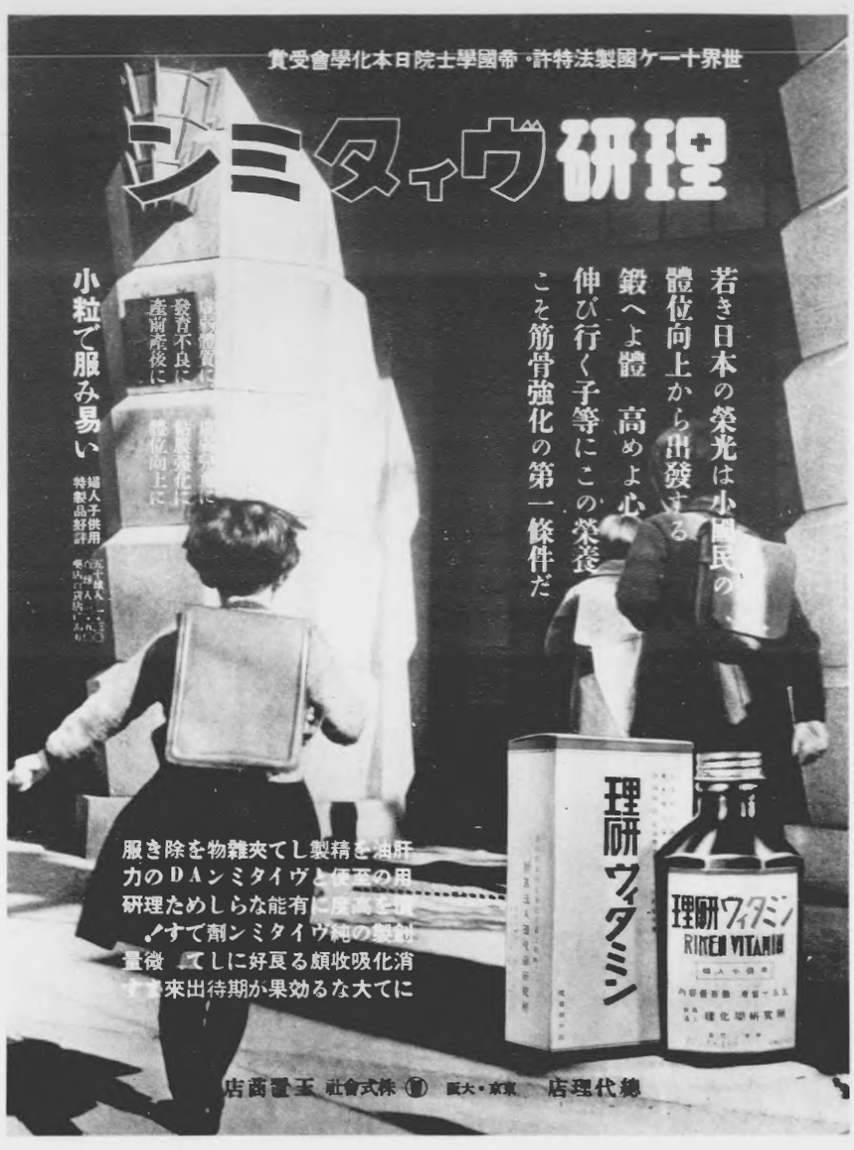
1938年の理研ビタミンの広告。（右から読んで）「ヴィタミン」の「ィ」が捨て仮名で表記されていた。

送りがな・添え仮名としては古くから用いられた。拗音類・促音に対して使われるようになったのは近代化以降であったが、主に外来語に限定された。和語と漢語にも使われるようになったのは第二次大戦後である。現代かなづかい（1946年）で初めて正式に規定され、カタカナに関しては早く用いられるようになったが、一般にひらがなにも使われるようになったのは昭和30年代以降である。特に法令・公文書ではその後もひらがなの捨て仮名は用いられず、1988年の「法令における拗音及び促音に用いる「や・ゆ・よ・つ」の表記について」以降初めて用いられるようになった（これ以前に制定された法律ではその後導入の条文も捨て仮名を用いない）。